# Paolo Grilli
Paolo Grilli (Cesena, 3 agosto 1857 – Roma, 16 gennaio 1952) è stato un pittore e scultore italiano.

## Biografia
Di famiglia modesta, i suoi primi lavori artistici risalgono agli anni intorno al 1872. A Cesena frequenta la Scuola speciale di disegno per artieri e successivamente (1879) l'Istituto di Belle Arti di Firenze; dopo un breve periodo di perfezionamento a Roma, rientra a Cesena e studia (1882) alla Scuola di pittura di Giovanni Fattori, uno fra i maggiori esponenti del movimento pittorico dei Macchiaioli da cui deriva l'impostazione naturalistica nelle tele del giovane Grilli. Lavora quindi intensamente dipingendo paesaggi, animali e ritratti, ma soprattutto dedicandosi alla scultura civile e funeraria. Con il pittore Anselmo Gianfanti, gli scultori Tullo Golfarelli e Mauro Benini, l'acquafortista Bonavita e altri costituisce nello studio di palazzo Locatelli un piccolo cenacolo di artisti cesenati, accomunati non solo dalle discussioni sugli aspetti ideali e creativi delle rispettive attività ma anche dalle difficoltà quotidiane di sbarcare il lunario.
Dopo aver partecipato a varie mostre, come la cosiddetta "Promotrice" (Società Promotrice delle Belle Arti) a Torino nel 1884 e la V Esposizione Nazionale Artistica di Venezia tenutasi nel 1887, dopo alcuni interventi ornamentali nel Duomo di Cesena per il centenario della morte del papa cesenate Pio VI (1899) e dopo aver contribuito al restauro dell'antico Teatro Giardino di Cesena (oggi Teatro Giuseppe Verdi) dipingendone scenari e decorandone il sipario, nel 1931 si trasferisce per alcuni anni a Roma, dove poi si stabilirà definitivamente nel 1941. Anche qui ottiene notevole successo con le sue opere sia di scultura che di pittura (in particolare ritratti, ma anche paesaggi e soggetti folcloristici), in cui predomina la ricerca del verosimile e, sia pure con qualche concessione al simbolismo alla Segantini, l'aspetto distintivo rimane quello naturalista e verista (ripreso da Domenico Morelli tramite l'amico Gianfanti). Espone a Bari, Bologna e, a Roma, alla seconda Quadriennale Nazionale (febbraio-luglio 1935) e alla Rassegna nazionale delle arti figurative (marzo-maggio 1948).
Sue opere si trovano soprattutto a Roma - al Museo di Roma a palazzo Braschi (Veduta del Tevere a Santa Savina), al Museo Garibaldino al Gianicolo, al Portico di Ottavia, al Museo dei Gessi (Roma sparita), all'Istituto per l'elettronica Guglielmo Marconi, nella chiesa di San Saturnino (San Girolamo) - e a Cesena, nel cui Cimitero Urbano ha realizzato il 65% dei busti marmorei, compreso il bassorilievo dell'amico pittore Anselmo Gianfanti (1906) mentre il teatro Alessandro Bonci conserva due suoi medaglioni con i bassorilievi di Giuseppe Verdi (1906) e di Riccardo Wagner (1913), sotto il porticato del Palazzo Comunale è esposto un altro medaglione marmoreo a ricordo di Giosuè Carducci (1908), di fronte alla Biblioteca Malatestiana si trova un suo monumento in marmo all'illustre medico cesenate Maurizio Bufalini (1883) e ai giardini pubblici il busto del patriota mazziniano Eugenio Valzania (1903). Nella Pinacoteca comunale di Cesena sono inoltre custoditi alcuni dei suoi numerosi ritratti; altre sue opere si trovano nella Casa Museo Renato Serra di Cesena e al Cimitero monumentale di Forlì.
Di tante altre opere s'è persa traccia o sono rimaste solo immagini fotografiche.
A Cesena il comune gli ha intitolato il piazzale antistante il Cimitero Urbano che, come detto, custodisce moltissime sue sculture marmoree.

## Opere

### Dipinti

#### Paesaggi
- Studio Cesena (1882) - olio su cartone, cm 30x44
- Borgo Cesariano, Cesena (1887) - olio su cartone, cm 26x38
- Roma sparita (1900) - olio su tela, cm 73x110
- Collina dei cappuccini, Cesena (1900) - olio su cartone, cm 46x32
- Paesaggio sul fiume Savio, Cesena (1905) - olio su tela, cm 95x59
- Le lavandaie (1925) - olio su tela, cm 105x66
- Paesaggio col Savio (1930) - olio su tela, cm 137x66
- Villa Borghese (1931) - olio su tela, cm 105x76
- Rimini (1932) - olio su tela, cm 107x52
- Paesaggio sul fiume Savio, Cesena (1936) - olio su cartone, cm 44x30
- Le fornaci di Cesena (1936) - olio su tela, cm 65x105
- Villa Borghese (1936) - olio su tela, cm 72x51,5

#### Ritratti
- Ritratto di Cino Mori (1882) - olio su tela, cm 60x50
- La contadina (1882) - olio su tela, cm 79x58
- Ritratto di fanciulla (1888) - olio su tavoletta, cm 45x35
- Ritratto di fanciulla (1888) - olio su tela, cm 45x30
- Uomo con sigaro (1888) - olio su tela, cm 63x48
- Ritratto di donna (1909) - olio su tela, cm 55,5x41
- Zia Dirce col gatto (1915) - olio su tela, cm 110x80
- Autoritratto (1928) - olio su tela, cm 55x63

### Sculture
- Maurizio Bufalini (1883)
- Eugenio Valzania (1903)

## Musei in cui sono esposte le sue opere
- Museo Fattori di Livorno
- Pinacoteca comunale di Cesena
- Casa Museo Renato Serra (Cesena)